# Perpetuum Mobile (Musik)
Perpetuum Mobile (oft auch ital. Moto Perpetuo) ist in der Musikgeschichte eine Bezeichnung, die besonders von Niccolò Paganini, Carl Maria von Weber und Felix Mendelssohn Bartholdy verwendet wurden, für Instrumentalstücke virtuosen Charakters, die mit hohem Schwierigkeitsgrad von Anfang bis Ende in gleichbleibenden, kleinen Notenwerten und schneller Bewegung (daher der Name) ausgeführt werden.
Die Bezeichnung wurde auch von Johann Strauss (Sohn) für einen musikalischen Scherz (Op. 257) verwendet. Das am Anfang vorgegebene achttaktige Thema im Zweivierteltakt wird in verschiedensten Orchesterzusammensetzungen, Klang- und Lautstärkefarben sowie Variationen wiedergegeben – Strauss (Sohn) erweist sich als Meister der Instrumentation, es endet mit dem letzten, im leiser werdenden (diminuendo) und nur von Celli und Kontrabässen gespielten Motiv, in die der Dirigent die Worte „Und so weiter, und so weiter“ einspricht. Bekannt machte dieses „reizende Stück“ vor allem Richard Strauss (Zitat aus einem Brief an Strauss (Sohn)), sein Namensvetter, jedoch weder verwandt, noch verschwägert mit der Wiener Strauss-Dynastie.